# Захваченный рейс
«Захваченный рейс» (англ. Hijack) — американский мини-сериал в жанре триллер, созданный Джимом Филдом Смитом и Джорджем Кеем для платформы Apple TV+. В главной роли — Идрис Эльба, который также выступил одним из исполнительных продюсеров сериала.
Премьера состоялась на Apple TV + 28 июня 2023 с выходом одновременно пилота и второго эпизода.

## Синопсис
Семичасовой рейс KA29, следующий из Дубая в Лондон, захватывают террористы. Экипаж и все пассажиры на борту оказываются во власти преступников. Сэм Нельсон, опытный корпоративный переговорщик, решает применить свои профессиональные навыки, чтобы спасти всех на борту самолета.

## В ролях

### Главные роли
- Идрис Эльба — Сэм Нельсон, пассажир первого класса. Опытный корпоративный бизнес помощник. Летит к своей бывшей жене Марше.
- Нил Мэскелл — Стюарт Аттертон / Джеральд Тейлор, лидер террористов.
- Ив Майлс —  Элис Синклер, авиадиспетчер в Лондонском аэропорту Хитроу, управляющая рейсом 29 авиакомпании Kingdom Airlines.
- Кристин Адамс — Марша Смит-Нельсон, профессор физики и бывшая жена Сэма.
- Макс Бисли — Дэниел О’Фаррелл, столичный полицейский и любовник Марши.
- Арчи Панджаби — Зара Гафур, старший инспектор по борьбе с терроризмом.
- Бен Майлз —  Робин Аллен, пилот рейса 29 авиакомпании Kingdom Airlines.
- Хэтти Морахан — Луиза Эйчисон, министр иностранных дел Великобритании.
- Нил Стьюк — Нил Уолш, министр внутренных дел Великобритании.
- Каиса Хаммарлунд —  Анна Ковач, второй пилот рейса 29 авиакомпании Kingdom Airlines.
- Зора Бишоп — Дивия Хан, старшая стюардесса рейса 29 авиакомпании Kingdom Airlines.
- Джереми Энг Джонс — Артур, бортпроводник рейса 29 авиакомпании Kingdom Airlines.
- Кейт Филлипс — Коллетт Фишер, стюардесса рейса 29 авиакомпании Kingdom Airlines, у которой роман с Робином.
- Джаспер Бриттон — Терри Рид / Маркус Саттон, один из террористов.
- Джек Макмаллен — Льюис Аттертон / Райан Каннингем, один из террористов.
- Айми Келли — Джейми Константину / Белла Каннингем, единственная женщина террорист.
- Мохаммед Эльсандель — Джейден / Александр Кир, один из террористов.

### Второстепенные роли
- Гарри Мичелл — Хьюго, пассажир первого класса, сидящий рядом с Сэмом.
- Фатима Адум — Рашида, пассажирка первого класса, сидящая позади Хьюго и Сэма. Жена Юсуфа.
- Нассер Мемарзиа — Юсуф, пассажир первого класса, сидящий позади Хьюго и Сэма. Муж Рашид.
- Антония Салиб — Лиша, пассажирка первого класса, сидящая через проход от Хьюго и Сэма.
- Холли Эйрд — Аманда, пассажирка бизнес-класса.
- Джастин Сэлинджер — Алек, пассажир бизнес-класса.
- Грант Берджин — Эдди, пассажир бизнес-класса. Друг Гэри.
- Пол Хики — Гэри, пассажир бизнес-класса. Друг Эдди.
- Гретчен Эголф — Аделаида, пассажирка первого класса.
- Джейми Барбакофф — Сьюзи, пассажирка.
- Роченда Сандалл — Кейт Миллер, пассажирка которая летит вместе с мужем и детьми.
- Маркус Гарви — Дэвид Миллер, пассажир который летит вместе с женой и детьми.
- Кьян Баттик — Фрэдди Миллер, пассажир, сын Кейт и Дэвида.
- Лючия Алиу —  Лиззи Миллер, пассажирка, дочь Кейт и Дэвида.
- Мэй Генри —  Наоми, пассажир-подросток. Первая кто заподозрила что-то неладное на борту.
- Сесилия Аппиа —  Мона, пассажир-подросток. Подруга Наоми.
- Шантель Алле —  Кейси, пассажир-подросток. Подруга Наоми.
- Небрас Джамали —  Насир, пассажир который летит с тяжелобольным дядей.
- Зайдун Халаф — Мухаммед, пассажир.
- Джек Пэрри-Джонс —  Кельвин, пассажир который сидит перед Наоми, Моной и Кейси.
- Ханора Кеймен —  Кармелла, пассажирка.
- Верити Генри — Кэлли-Энн, пассажирка.
- Джеймс Берроуз — Джонти, пассажир.
- Джек Макмаллен — Льюис, пассажир.
- Джеймс Баррискейл — Саймон, пассажир.
- Том Бонингтон — Майкл, пассажир.
- Алексис Зегерман — Миранда, пассажирка.
- Джулия Дикин — Клэр Пакстон, пассажирка. Жена Филипа.
- Ричард Хоуп — Филип Пакстон, пассажир. Муж Клэр.
- Джуд Кадджо — Кай Нельсон, сын Сэма и Марши.
- Поппи Роу — Лидия, инспектор по борьбе с терроризмом.
- Алекс МакКуин — Тиндалл, правительственный чиновник.
- Мохаммад Фейсал Мостафа — Абдулла, авиадиспетчер Дубая, управляющий рейсом 29 авиакомпании Kingdom Airlines.
- Никкита Чадха — Нила, инспектор службы безопасности аэропорта, которая таинственным образом покидает свой пост во время регистрации пассажиров.

## Список эпизодов
| № | Название                                 | Режиссёр       | Автор сценария                                    | Дата премьеры  |
| --- | ---------------------------------------- | -------------- | ------------------------------------------------- | -------------- |
| 1 | «Посадка заканчивается» «Final Call»     | Джим Филд Смит | Джордж Кей                                        | 28 июня 2023   |
| Корпоративный переговорщик Сэм Нельсон садится на рейс KA29 авиакомпании Kingdom Airlines из Дубая в Лондон, чтобы вернуться к своей бывшей жене. В аэропорту он убеждает сотрудников службы регистрации пропустить пассажира Алека, который опоздал на рейс и пришёл после закрытия гейта. После взлета пассажирка-подросток Наоми находит в туалете пулю и сообщает об этом Маркусу, дружелюбному пассажиру. Маркус, тайно входящий в команду захватчиков, сообщает лидеру Стюарту и его коллегам о необходимости ускорить захват самолета. Используя пистолеты Glock 19, спрятанные в туалетных сумках, несколько угонщиков берут управление самолетом, говоря на английском и арабском языках. Сотрудница аэропорта Нила, разрешившая пронести оружие на борт, возвращается домой, и обнаруживает пропажу ее мужа и ребенка. Угонщики проникают в кабину пилотов, угрожая пристрелить Коллетт, стюардессу, с которой у капитана Робина Аллена роман. Перед тем как отключить Wi-Fi, Сэм успевает отправить жене сообщение о случившемся, и она передает его своему бойфренду, инспектору Дэниелу , работающему в полиции Лондона. |                                          |                |                                                   |                |
| 2 | «3 градуса» «3 Degrees»                  | Джим Филд Смит | Джордж Кей                                        | 28 июня 2023   |
| Два пассажира нападают на одного из угонщиков, и Сэм подбирает его пистолет. Пассажиров удается усмирить, и Сэм возвращает пистолет Стюарту Аттертону, главарю угонщиков. О’Фаррелл звонит своей бывшей, старшему детективу-инспектору Заре Гафур из антитеррористического отдела полиции Лондона, которая связывается с коллегами из аэропорта Хитроу, утверждающими, что сигнал с KA29 был ложной тревогой. Он сообщает эту информацию Марше. Абдулла, диспетчер из Дубая, которого Аллен заверил, что все в порядке, сомневается в реальной ситуации на KA29. Он замечает на камерах видеонаблюдения, как Нила покидает свой пост на стойке досмотра пассажиров, не дождавшись окончания смены. Аллена уводят из кабины пилотов; он сообщает Сэму, что после входа в воздушное пространство Ирака диспетчерский центр, не установивший связь с самолетом, передаст контроль за KA29 иракским военным. Однако угонщики заставляют Аллена подтвердить диспетчерскому центру в Багдаде, что на борту никаких проблем нет. В Хитроу авиадиспетчер Элис Синклер также подвергает сомнению «ложную тревогу» и замечает отклонение самолёта от курса на три градуса — это общепринятый сигнал о помощи после 11 сентября. Прибыв в дом Нилы, Абдулла находит её и её семью убитыми и сам погибает от рук британских киллеров. |                                          |                |                                                   |                |
| 3 | «Вхолостую» «Draw a Blank»               | Джим Филд Смит | Адам Джингелл, Фред Фернандес Арместо, Джордж Кэй | 4 июля 2023    |
| Синклер сообщает о своих опасениях Гафур, которая передает дело в Хоум-офис и Объединённый аналитический центр по терроризму (JTAC). Пассажир Юссеф, бывший офицер египетской армии, считает, что угонщики используют холостые патроны, но точно не уверен в этом. Бортпроводник Артур рассказывает Сэму о пуле, найденной Наоми. Сэм вместе с экипажем самолета передает Наоми рисунок обычного и холостого патрона, которая идентифицирует последний. Аттертон звонит своему боссу, чтобы сообщить о начале операции, но попадает на автоответчик. Тиндалл, высокопоставленный чиновник, вызывает на совещание министра иностранных дел Великобритании Луизу Эйтчисон. Гафур передает пассажирский манифест KA29 О’Фарреллу, который замечает, что пять имен (захватчиков) не значатся ни в одной национальной базе данных, но их паспорта не поддельные. Угонщик Джейден нападает на пассажира Насира, пытавшегося достать инсулин для своего дяди. В суматохе пропадает шестилетняя девочка Лиззи Миллер, а Сэм пробирается в хвост самолета, чтобы напасть на Маркуса и обезоружить его, но терпит неудачу. Аттертон меняет холостые патроны на боевые и идёт в хвостовую часть самолета. Маркус поднимает пистолет и целится в Сэма. Раздаётся выстрел. |                                          |                |                                                   |                |
| 4 | «Not Responding» «Нет ответа»            | Мо Али         | Кам Одедра и Джордж Кей                           | 12 июля 2023   |
| В качестве предупреждения Аттертон убивает пассажирку. В ходе потасовки другой пассажир ранит Льюиса маникюрными ножницами. Аттертон напоминает Льюису, что они совершают угон «ради Эдгара и Джона». Связанного Сэма вскоре освобождают, чтобы оказать первую помощь истекающему кровью Льюису. Самолёт KA29 входит в воздушное пространство Румынии, не отвечает на запросы и направляется прямо на Бухарест. Два натовских истребителя Eurofighter Typhoon поднимаются в воздух с приказом сбить его на подлёте к Бухаресту. Эйтчисон берет управление кризисной ситуацией на себя и звонит премьер-министру. Помогая Льюису позвонить матери, Сэм с помощью мобильного телефона отправляет контактную информацию Льюса Марше, которая передает её О’Фарреллу. Проверяя базу данных правоохранительных организаций Великобритании (PNC), он вместе с Гафур выясняет личности угонщиков, понимая, что они являются частью организованной преступности, а не террористами. Эйтчисон передает эту информацию румынам, которые вовремя отзывают истребители. Дэвид, врач на борту, делает Льюису импровизированную торакостомию, чтобы предотвратить его смерть. Два других британских киллера присматриваются к дому Нельсона. Девлин, сообщник угонщиков, передает министру внутренних дел Великобритании список требований. |                                          |                |                                                   |                |
| 5 | «Меньше часа» «Less Than an Hour»        | Мо Али         | Анна-Мария Ссемуяба и Джордж Кей                  | 19 июля 2023   |
| Когда самолет входит в воздушное пространство Венгрии, состояние Льюиса начинает ухудшаться. Дубайская полиция приезжает к дому Нилы, и собака приводит их к телам Нилы и Абдуллы. Тем временем угонщики начинают спорить о том, что делать дальше. Выясняется, что их требование — освободить Эдгара и Джона из тюрьмы. Министр внутренних дел сообщает об этом Гафур и Эйтчисону, а премьер-министр следит за развитием ситуации. Аттертон с помощью второго пилота Анны Ковач информирует венгерский диспетчерский центр, что они совершат посадку в аэропорту Дьёра и нуждаются в медицинской помощи. В аэропорт немедленно направляется венгерское контртеррористическое подразделение (TEK) для обезвреживания угонщиков. О’Фаррелл и его помощник отправляются в дом Элейн, матери Льюиса и Аттертона. Элейн рассказывает О’Фарреллу об организованном преступном синдикате, после чего выбегает на шоссе, где её сбивает грузовик. Терри говорит Сэму, что главы ОПГ убьют его и его семью, если они приземлятся, и сообщает, что у них есть информация о семье Сэма. Льюис вытаскивает ручку, которую Дэвид вставил ему в грудь, фактически убивая себя. Аттертон видит это и отменяет посадку. Убийцы, работающие на организованную преступную группировку, входят в дом Сэма; сын Сэма Кай замечает их оружие и прячется. |                                          |                |                                                   |                |
| 6 | «Тянем время» «Comply Slowly»            | Джим Филд Смит | Кэтрин Моултон и Джордж Кей                       | 26 июля 2023   |
| Сын Сэма Кай спасается от убийц, спрятавшись в шкафу. Британское правительство уступает требованиям угонщиков и освобождает Эдгара и Джона из тюрьмы. Однако, когда полиция продолжает преследовать их, Эдгар отправляет угонщикам сообщение с просьбой убить одного из пассажиров и прислать фотографию. Сэм вмешивается и убеждает Стюарта, что на борту уже есть мёртвая пассажирка, и поэтому нет необходимости убивать ещё одного человека. Оперативная группа отслеживает машину Эдгара с помощью беспилотника и видит, что они с Джоном направляются на ближайший аэродром. Тем временем внутри самолёта пассажиры начинают планировать бунт. В это же время в британских СМИ появляется новость о том, что самолёт KA29 захвачен, и курс акций Kingdom Air, как и рассчитывал Эдгар, падает. Часть пассажиров KA29 начинает борьбу с угонщиками. К удивлению всех, кто находился на борту, неизвестная женщина убивает капитана Аллена, входит в кабину пилотов и запирает дверь. |                                          |                |                                                   |                |
| 7 | «Всем приготовиться» «Brace Brace Brace» | Джим Филд Смит | Джордж Кей                                        | 2 августа 2023 |
| Пассажиры берут под контроль салон самолёта, обезоруживая захватчиков, и Сэм убеждает Аттертона отдать пистолет. Пассажирка за штурвалом, которая оказывается Амандой Тонтон, бывшим авиаконсультантом Королевского военно-морского флота, направляет самолёт в центр Лондона. Сэм безуспешно пытается убедить Аманду впустить его в кабину пилотов. На земле инспектор Дэниел понимает, что Кай находится в опасности в квартире Сэма, и спешит его спасти. Когда самолёт входит в воздушное пространство Великобритании, Королевские ВВС направляют на его перехват два истребителя «Тайфун». На борту самолёта экипаж возвращает пассажирам телефоны, и лондонскому центру управления воздушным движением удается установить связь с Сэмом. Элис убеждает Сэма рассказать ей правду о происходящем на борту. Эйтчисон умоляет премьер-министра не сбивать самолет и предлагает взять вину на себя. Эдгар и Джон спорят о том, когда закрывать на бирже короткую продажу акций Kingdom Airlines; Джон стреляет в Эдгара и оставляет его умирать. Дэниел проводит успешную операцию по спасению Кая. В самолёте Сэм обнаруживает телефон Аманды и узнаёт о её семье, после чего убеждает впустить его в кабину пилотов. Уолш по телефону заверяет Аманду, которая опасается за свою жизнь и жизнь дочери, что её не арестуют после посадки и ей не будут предъявлены обвинения. Аманда сообщает Сэму, что в самолете, который к этому моменту летит низко над Темзой в центре Лондона, закончилось топливо, и в любой момент может произойти срыв пламени. Элис перенаправляет самолёт в аэропорт Нортхолт, расположенный в семи милях. Несмотря на отказ двигателей, Аманде удаётся посадить самолёт, и все пассажиры оказываются в безопасности. Сотрудники службы экстренной помощи прибывают на место происшествия и помогают с эвакуацией, одновременно задерживая угонщиков. Аттертон, вырвавшись на свободу, запирается в самолете, пытаясь застрелить Сэма, который все еще находится на борту. Полиция штурмует самолет, и после того, как Сэм отвлек его, Аттертона арестовывают. |                                          |                |                                                   |                |